# Greytown (Afrique du Sud)
Pour les articles homonymes, voir Greytown.
Greytown est une ville d’Afrique du Sud située dans la province du KwaZulu-Natal au bord de l’océan Indien.